# Marija Makarevyčová
Marija Florijanivna Makarevyčová (ukrajinsky Марія Флоріанівна Макаревич, Marija Florianivna Makarevyč; 4. prosince 1906 Mošny – 24. února 1989 Kyjev) byla ukrajinská botanička a lichenoložka.

## Život
Narodila se v rodině ženského lékaře Floriana Makarevyče a dcery obchodníka Marie Tyčininové. Poté, co vystudovala školu v Čerkasech, studovala na Kyjevském institutu veřejného vzdělávání, od roku 1938 byla aspirantem pod vedením Alfreda Nikolajeviče Oxnera specializovaného na lichenologii.
Od roku 1936 působila na botanickém ústavu Akademie věd Ukrajinské SSR. V roce 1946 obhájila kandidátskou práci věnovanou lišejníkům Karpat.
V roce 1964 se stala lékařkou biologických věd na botanickém ústavu Akademie věd SSSR v Leningradu. Ve své disertační práci také zkoumala lišejníkovou flóru ukrajinských Karpat. Podílela se na psaní monografie Oxnera Flóra lišejníků Ukrajiny.
Byla provdána za akademika Alexandra Viktoroviče Topačevského (1897–1975). Nejstarší syn byl profesor, akademik Národní akademie věd Ukrajiny Vadim Alexandrovič Topačevskij (1930–2004), mladší syn je spisovatel a scenárista Andrej Alexandrovič Topačevskij (nar. 1939).
Je po ní pojmenován druh Lichenodiplisiella makarevichiae. Sama popsala třináct taxonů.